# Jauge Owen
Pour les articles homonymes, voir Jauge.
 (juin 2007).
La jauge Owen est un instrument de mesure des poussières sédimentables (P.Séd.). Il s'agit d'une sorte de pluviomètre, qui permet de collecter et mesurer l'eau de pluie et les poussières sédimentables. Il s'agit d'un échantillonnage passif, les poussières retombant par gravité ou étant entraînées par l'eau de pluie. 
Le collecteur est constitué d'un entonnoir et d'un flacon de récupération. Le flacon a un volume de quelques dizaines de litre, et peut être fait en polyéthylène ou en verre. Le tout peut être surélevé d'une hauteur de 1 ou 1,5 mètre, à l'aide d'un trépied. Enfin, le contenu du flacon peut être mis à l’abri de la lumière pour limiter la prolifération d’algues et de micro-organismes. 
Après une exposition d'une durée de l'ordre d'un mois et traitement en laboratoire, il est possible de mesurer le taux de poussières qui s'exprime en mg/m² et par jour, et d'analyser la composition de ces poussières. 
Les jauges Owen sont notamment utilisées autour des sites industriels, des carrières ou des lieux de travaux de génie civil. Elles permettent de mesurer l'impact des retombées atmosphériques et des flux de poussières créés par l'activité.